# Paracoccus miro
Paracoccus miro är en insektsart som först beskrevs av De Boer 1967.  Paracoccus miro ingår i släktet Paracoccus och familjen ullsköldlöss. Inga underarter finns listade i Catalogue of Life.